# Melogold

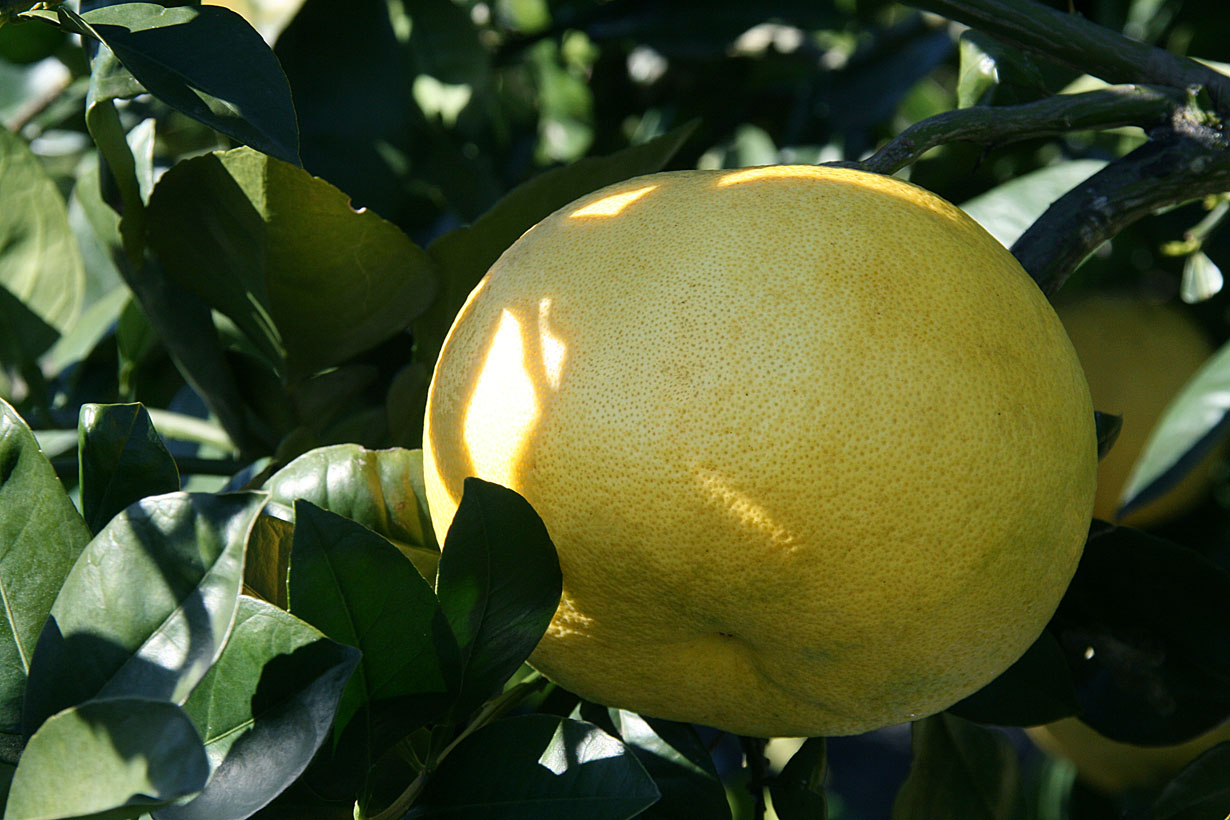
Melogold sur l'arbre en janvier (Portugal littoral)

Melogold, désigne un agrume hybride triploïde (3N chromosomes) de pamplemoussier Siamese Sweet  2N sans acidité  (Citrus maxima (Burm.) Merr.) et le pomélo Marsh 4N (Citrus × paradisi Macfad.) développé à University of California Riverside par Robert K. Soost et James W. Cameronen en 1958 et commercialisé en 1986 lors d'une campagne qui vit également naitre Oroblanco.

## Description
L'arbre est vigoureux et à croissance rapide, son rendement est meilleur qu'Orobranco.
Le fruit est de la taille d'un pamplemousse (Citrus maxima (Burm.) Merr.) moyen, aplati à la base, nettement plus gros qu'Oroblanco. Sa peau est d'un jaune lumineux. Sa pulpe est légèrement jaune et claire, spécialement douce à maturité, c'est-à-dire fin janvier. Une légère amertume, plus sensible au début et à la fin de la saison (qui va de décembre à mars), est due à de faible quantités des flavonoïdes amers y compris la naringine, la néohespéridine et la poncerine (495 ppm contre 440 ppm dans le jus d'Oroblanco). 

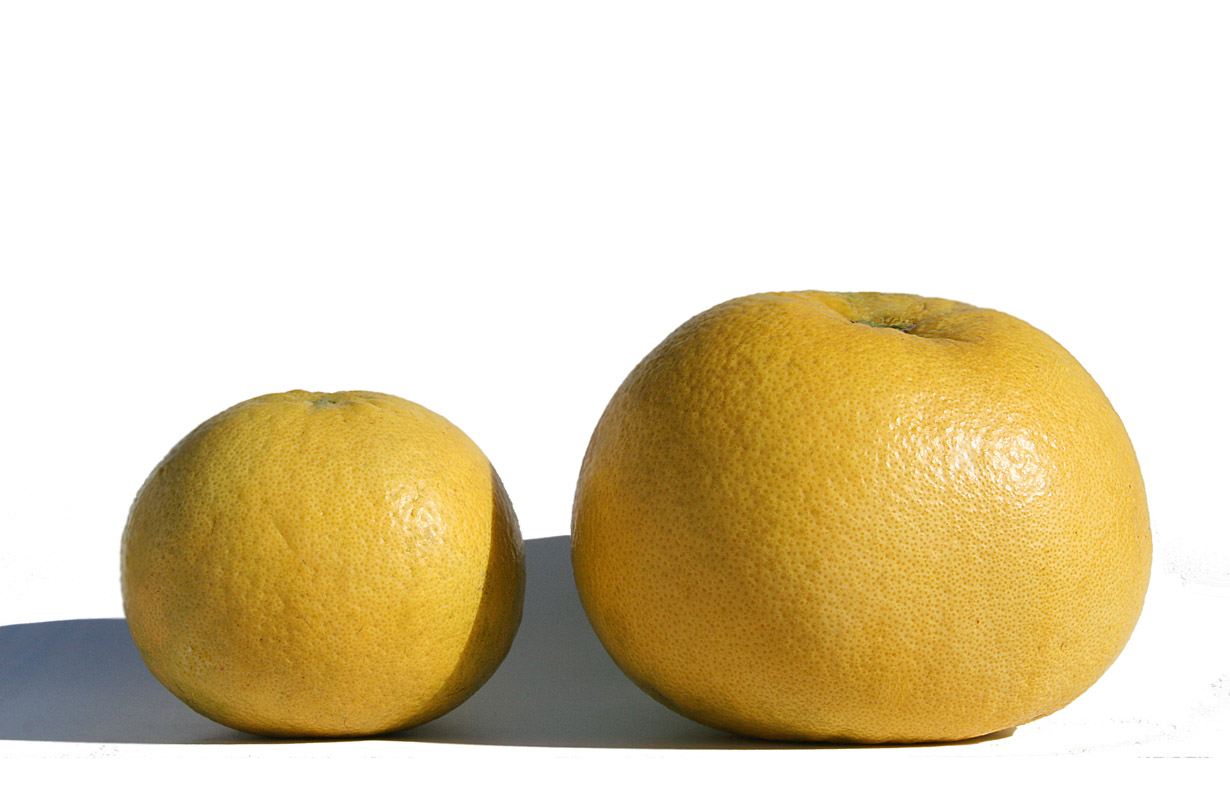
Oroblanco (à gauche) et son frère Melogold (à droite)

Melogold a toujours été préféré dans les tests gustatifs à Marsh, et très proche d'Oroblanco.

## Protection juridique
Ce cultivar a été protégé lors de sa mise sur le marché, cette protection s'est achevée en 2005 .